# Luxemburgse verkiezingen 1918
De Luxemburgse verkiezingen van 1918 vonden op 28 juli 1918 plaats.
De verkiezingen van 1918 waren de laatste verkiezingen op basis van het censuskiesrecht in het Groothertogdom Luxemburg. De kiesgerechtigde bevolking had tot taak om een grondwetgevende vergadering (Constituante) te kiezen, die tot taak had de grondwet te veranderen. Een van de constitutionele veranderingen behelsde de invoering van het algemeen kiesrecht voor mannen en vrouwen. Een andere constitutionele verandering was het afschaffen van de soevereiniteit van de vorst en de invoering van de volkssoevereiniteit (grondwetsartikel 32). De regering onder President van de Regering (dat wil zeggen. premier) Léon Kauffman, een coalitie van de rooms-katholieke en liberale partij (PD/LL), verzette zich echter sterk tegen de invoering van de volkssoevereiniteit. De zitting van de grondwetgevende vergadering werd hierdoor verdaagd (augustus 1918) en de grondwetgevende vergadering kon haar werk pas weer goed hervatten na het aftreden van het kabinet-Reuter (7 september 1918).

Onder het nieuwe kabinet-Reuter kon de grondwetgevende vergadering haar werk vrijwel moeiteloos voortzetten en op 17 oktober 1919 beëindigde de grondwetgevende vergadering haar werk.

## Samenstelling Grondwetgevende Vergadering na de verkiezingen van28 juli1918
| Partij  | Partij                      | Zetels |
| ------- | --------------------------- | ------ |
|         | Rechtse Partij              | 23     |
|         | Sociaaldemocratische Partij | 12     |
|         | Liberale Liga               | 8      |
|         | Onafhankelijke Volkspartij  | 5      |
|         | Onafhankelijk Links         | 3      |
| Totaal: | Totaal:                     | 51     |